# 奥武島 (沖縄県久米島町)
奥武島（おうじま）は、久米島の東500m沖合にある島。沖縄県島尻郡久米島町に属する。周囲約2km。

## 概要
久米島の東約800mに位置し、面積は0.63km2、人口は約30人余。1983年に久米島との間に海中道路（新奥武橋）が開通。それまでは干潮時は徒歩、満潮時は竹馬や漁船で行き来していたという。
奥武島の東にはオーハ島があり、その先にははての浜が延びる。
浜辺に亀の甲羅のような形をした畳石と久米島ウミガメ館（入場料500円）が島内にあり、久米島町の観光名所にもなっている。2007年、「奥武島の畳石」が日本の地質百選に選定された。2千万年前に噴火した安山岩が冷えて固まった時に割れ目ができたもの。2014年7月に「久米島町奥武島の畳石」として国の天然記念物に指定された。
モズク栽培が盛ん。6月初旬頃(旧暦の5月4日)に漁港で奥武島ハーリーが行われる。
2004年(平成16年)に海洋深層水を使用した温浴施設「バーデハウス久米島」が開業した（2020年より休業中）。
島内には奥武島キャンプ場がある。日帰りでの利用が可能で、アウトドア用品のレンタルも可能。通年アウトドアやキャンプを楽しめる。

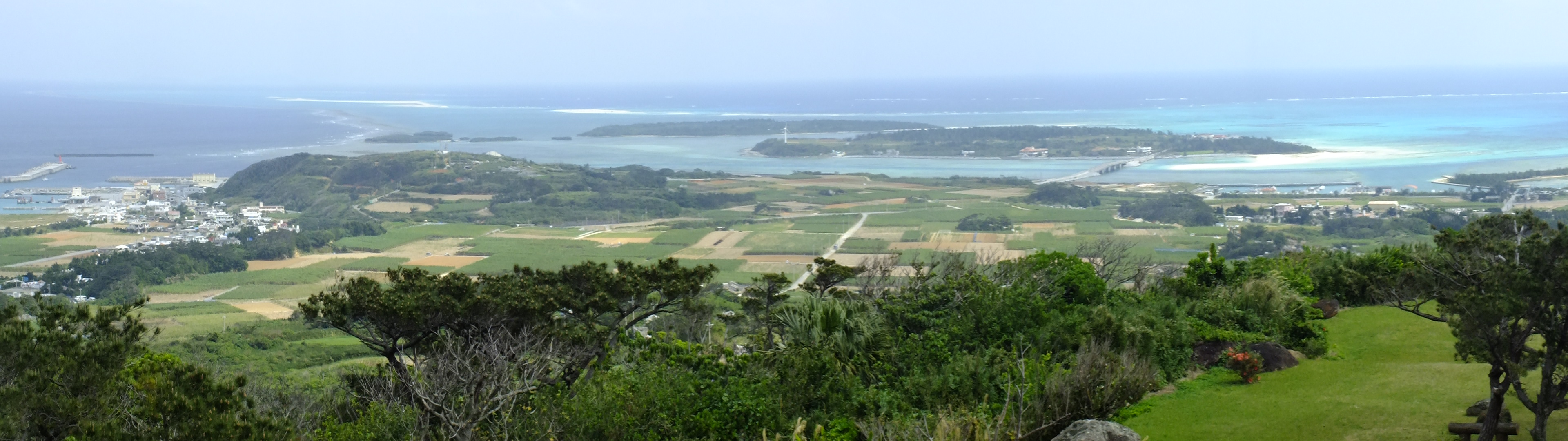
登武那覇城からみる奥武島全容

## ギャラリー

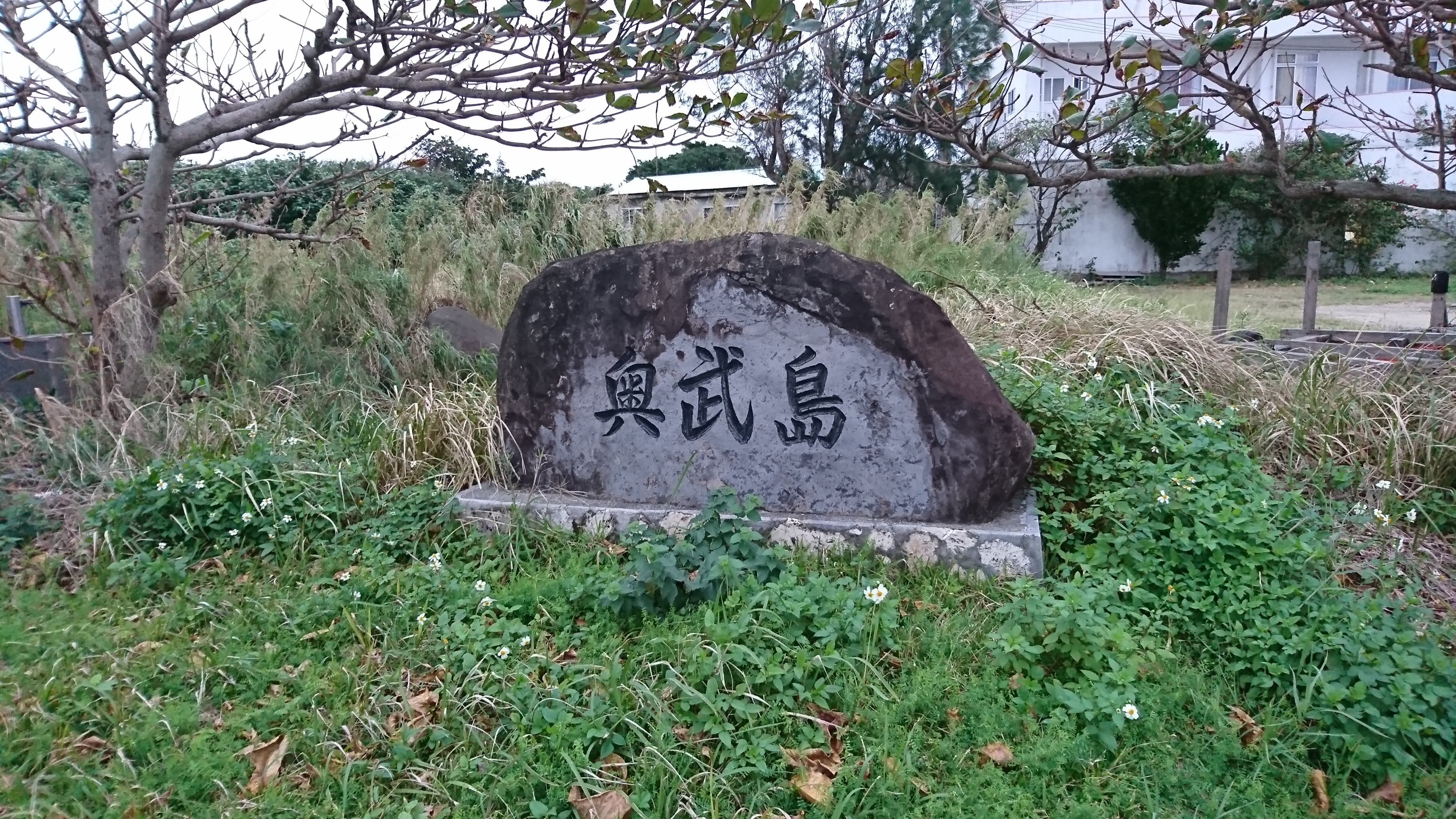
同島の中央部にある石碑
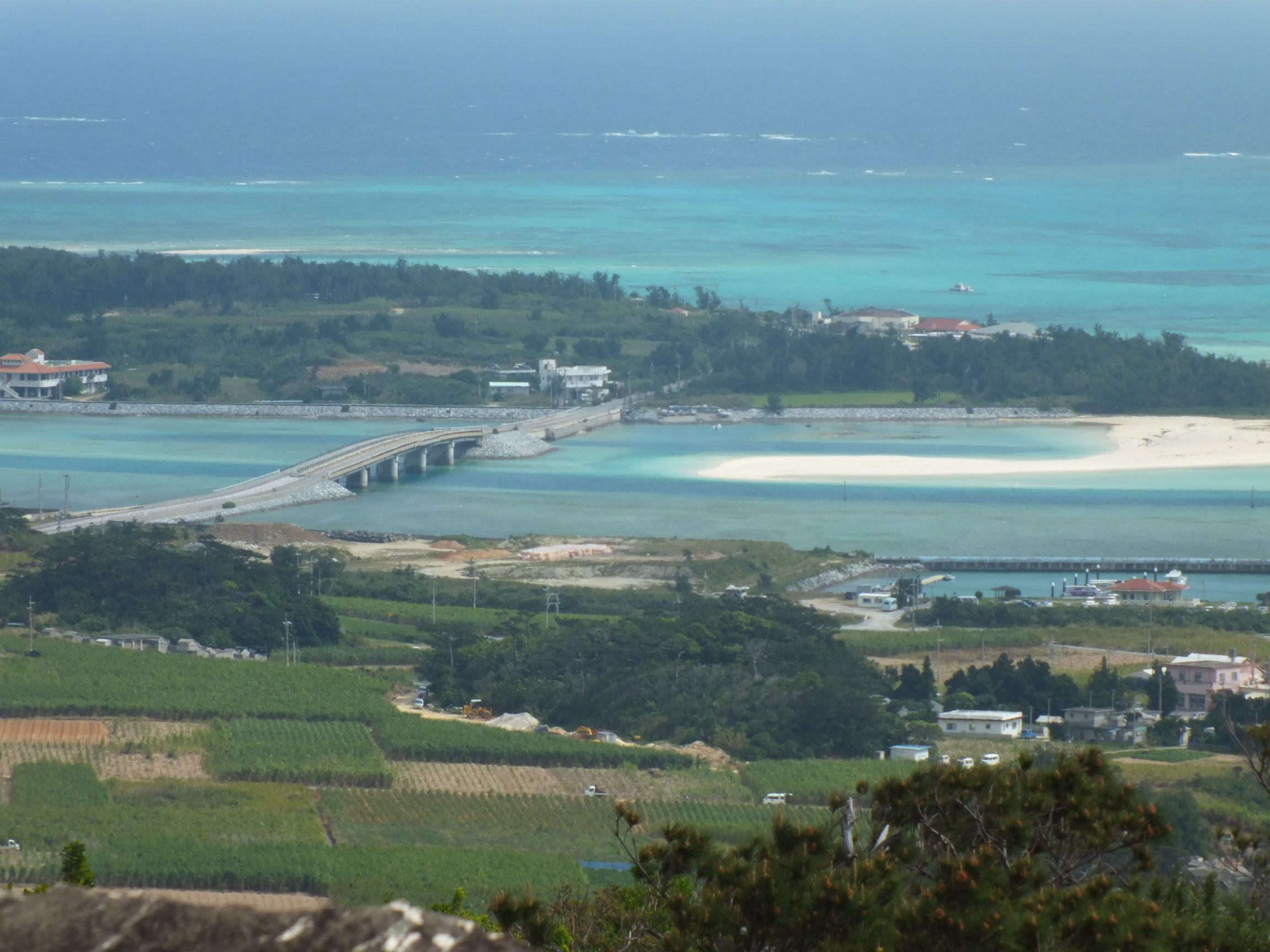
久米島との間に海中道路（新奥武橋）が架かる（登武那覇城から）。
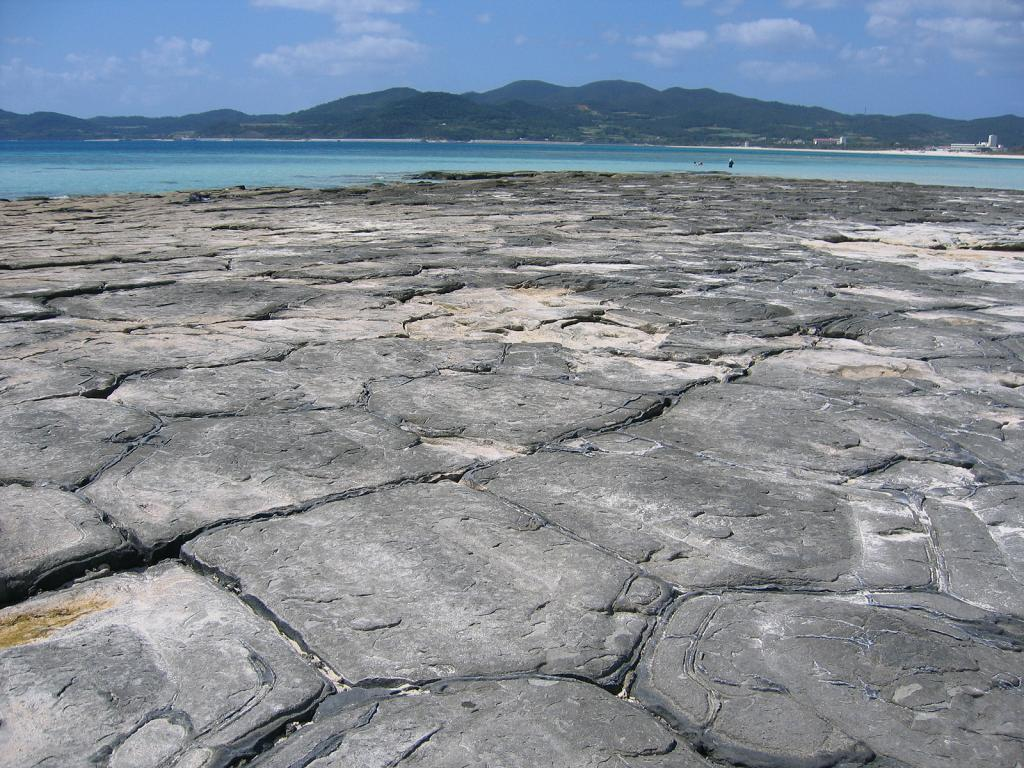
畳石

## 島内観光
- 久米島ウミガメ館
- 畳石
- バーデハウス久米島
- 奥武島キャンプ場
- はての浜